# Movimiento Republicano (Chili)
De Partido Agrario Laborista (Nederlands: Agrarische Arbeiderspartij, PAL) was een populistische en agrarische politieke partij in Chili die in 1945 werd opgericht en in 1958 werd opgeheven.
De Movimiento Republicano (Nederlands: Republikeinse Beweging, MR) was een Chileense politieke partij. De partij werd in 1956 opgericht door de onafhankelijke senator uit Valparaíso, Manuel Videla Ibáñez, die een aanhanger was van de Chileense president Carlos Ibáñez del Campo. 
Bij de parlementsverkiezingen van 1957 verwierf de partij een zetels in de Kamer van Afgevaardigden en behield Videla zijn zetel in de Senaat. Bij de presidentsverkiezingen van 1958 steunde de MR de kandidatuur van Jorge Alessandri Rodríguez die ook tot president werd gekozen. 
De partij werd in 1961 ontbonden.

## Verkiezingsuitslagen
| Jaar | Aantal afgevaardigden (totaal aantal zetels tussen haakjes) | Aantal senatoren (totaal aantal zetels tussen haakjes) |
| ---- | ----------------------------------------------------------- | ------------------------------------------------------ |
| 1957 | 1 (147)                                                     | 1 (45)                                                 |